# Birminghami repülőtér
A Birminghami repülőtér (IATA: BHX, ICAO: EGBB) Anglia egyik nemzetközi repülőtere, amely Bickenhill közelében található. Éves utasforgalma 9 595 557 fő (2022).

## Futópályák
A repülőtér futópályái:
- 15/33 (3052 m, 45 m, aszfalt)

## Forgalom
Az utasforgalom az elmúlt években az alábbi módon változott:
| Utasok száma | 301 739 | 557 185 | 1 082 372 | 1 535 552 | 2 165 952 | 5 192 393 | 7 911 368 | 9 576 700 | 10 187 122 | 9 595 557 |
|              | 1961    | 1968    | 1975      | 1981      | 1988      | 1995      | 2002      | 2008      | 2015       | 2022      |